# Cropia perfusa
Cropia perfusa là một loài bướm đêm trong họ Noctuidae.